# Karl Michael von Levetzow
Karl Michael Freiherr von Levetzow (auch Carl Michael von Levetzow, Pseudonym M. Karlev; * 10. April 1871 in Dobromilitz, Mähren; † 4. Oktober 1945 in Mírov, Tschechoslowakei) war ein Autor und Librettist.

## Leben
Karl Michael von Levetzow stammte väterlicherseits aus dem mecklenburgischen Adelsgeschlecht Levetzow, seine Mutter gehörte einer böhmischen Uradelsfamilie an. Er studierte von 1887 bis 1896 Rechtswissenschaften an der Universität Wien. Nach einem einjährigen Aufenthalt in Südamerika wurde er Staatsbeamter und arbeitete zeitweilig in Triest. In Berlin war er am Überbrettl, dem Kabarett Ernst von Wolzogens, tätig. Reisen führten ihn durch Europa, Indien und Ägypten. Ab 1930 lebte er in Böhmen. Er verfasste Libretti für Werke von Eugen d’Albert, Hans Gál, Ottmar Gerster und Armin Kaufmann. Daneben veröffentlichte er Lyrik und Aphorismen. Nach dem Ende des Zweiten Weltkrieges wurde Levetzow in die Strafanstalt Mírov verbracht, wo er verstarb.

## Werke (Auswahl)
- Louise Michel: (la vierge rouge); eine Charakterskizze. Leipzig: Rothbarth 1906 (Digitalisat)
- Ruth. Ein Hirtenlied in 5 Bildern in Neuversen. Divak, Mähren 1919
- Scirocco. Oper in 3 Akten . Musik: Eugen d’Albert. Drei Masken-Verlag, Berlin, München 1919. Uraufführung: 1921 Darmstadt
- Der goldene Pfad. Eine Botschaft der Liebe und Selbstentäußerung  Wiener Literarische Anstalt, Wien 1921
- Die heilige Ente. Oper in 3 Akten . Musik: Hans Gál. Uraufführung: 1923 Düsseldorf
- Die schwarze Orchidee. Oper in 3 Akten. Musik: Eugen d’Albert. Uraufführung: 1928 Leipzig
- Mister Wu. Oper in 3 Akten. Musik: Eugen d’Albert, vollendet von Leo Blech. Uraufführung: 1932 Dresden
- Der goldene Schlüssel. Singspiel  in 3 Akten. Musik Hannes Sieber, Heyer, Berlin 1933
- Enoch Arden, 1936